# Ramzor
Ramzor (em hebraico:  רַמְזוֹר) é uma sitcom israelense escrita e estrelada por Adir Miller para o Channel 2 de Jerusalém. O seriado ganhou alguns prêmios internacionais, incluído um Emmy e já foi vendido para 15 países, entre eles Rússia, Azerbaijão, Armênia, Bielorrússia, Cazaquistão, Ucrânia e Geórgia. Uma versão americana da série estreou no canal FOX em 8 de fevereiro de 2011.

## Enredo
A história acompanha três amigos que estão em momentos diferentes de suas vidas. Itzko (Lior Kalpon), é um homem de trinta e poucos anos que gerencia a loja de mágicas de seu pai. Ele é casado com Lilach (Yael Sharoni), uma assistente social, com quem tem uma filha de sete anos. Amir (Adir Miller), é um diretor de eventos que decide morar com a namorada Tali (Liat Har Lev); Hefer (Nir Levi), solteirão e imaturo que vive se metendo em encrenca.

## Elenco
- Adir Miller ... Amir Rosner
- Lior Halfon ... Eyal (Itzko) Itzkovich
- Nir Levy .... Hefer Guri
- Yael Sharoni ... Lilach Itzkovich-Yafa
- Liat Harlev ... Tali Rosner
- Yuval Vin ... Danielle Itzkovich